# 은자메나
은자메나(프랑스어: N'Djamena, 아랍어: أنجمينا 인자미나[*], 문화어: 느쟈메나)는 차드의 수도이고, 인구는 2009년 현재 951,418명, 인구밀도는 9,148명으로 차드 제1의 도시다. 은자메나는 부근의 식료품 교역 중심지이기도 하며 소금, 대추야자, 곡물이 거래된다. 시의 가장 중요한 산업은 식료품 가공이다.
은자메나의 기원은 프랑스인에 의해서 1900년에 개항된 포르라미(Fort-Lamy)에서 유래되었다. 1973년에 아랍어로 쉼터를 의미하는 니자미나(أنجمينا)에서 유래한 은자메나로 개칭되었다.

## 역사
제 2차 세계 대전 동안 프랑스인들은 군대와 물자를 이동 시키기 위해 이곳에 위치한 공항에 의존했다. 1942년 1월 21일, 독일 공군은 성공적으로 비행장을 폭격하여 석유 공급품과 항공기 10대를 파괴하였다.
1973년 4월 6일 프랑수아 톰발라예 대통령에 의해 이름이 은자메나로 변경되었다.
도시는 1979년과 1980년에 국가 통일 정부동안 부분적으로 파괴되었다. 이 시기에 거의 모든 인구가 도시를 탈출해 반대편 은행에 피난처를 찾았다. Kousseri 도시 옆 카메룬의 Chari River. 주민들은 충돌이 끝난 후 1981-82년까지 돌아오지 않았다. 1984년까지 시설과 서비스는 엄격한 배급을 받았으며 학교는 폐쇄된 상태를 유지했다.
도시의 혼란의 시기는 남부 총리 Hissène Habré가 남부 대통령 Félix Malloum에 대해 시도한 낙태 쿠데타에 의해 시작되었다. Malloum과 그에게 충성하는 국가 군대가 패배하면서 개입 다른 북부 진영들과의 싸움에서 Habré와의 경쟁은 상황을 복잡하게 만들었다. 1979년 국제 중재를 통해 임시 휴전이 이루어졌으며, 군주 Goukouni Oueddei는 라이벌 Habré와 국방 장관으로 국가 연합 정부의 수장을 세웠다. Goukouni와 Habré의 격렬한 경쟁으로 인해 1980년 도시에서 새로운 충돌이 발생했다. 은자메나는 여러 군장들에 의해 통제되는 부문들로 나뉘어 있음을 발견했다. 줄다리기는 수 개월 만에 구코우니가 수도에서 Habré의 방어력을 압도한 탱크인 Libyans의 개입을 요구했을 때만 결론에 도달했다.
Goukouni와 Muammar Gaddafi와 리비아 개입에 대한 국제적 비 승인에 따라 리비아 군대는 1981년 차드를 떠났다. 이로 인해 은자메나로 진군한 Habré는 정권을 장악, 1982년 새 대통령으로 임명되었다.
이 도시에는 1937년의 인구가 9,976명에 불과했지만 10년 후인 1947년에는 인구가 18,435명으로 거의 두 배가 되었다. 1968년 독립 후 인구는 126,483 명에 이르렀다. 1993년에는 529,555명으로 50만 명을 넘어섰다. 많은 사람들이 정치적 상황에 따라 은자메나를 탈출했음에도 불구하고, 이 성장의 상당 부분은 은자메나를 탈출하지 않은 사람들의 영향이었다.
2006년 4월 13일, 도시에 대한 반란군 민주당 랠리의 공격이 패배했다. 은자메나는 2008년 2월 2일 UFDD와 RFC 반란군에 의해 다시 한번 공격 당했다. (See Battle of N'Djamena (2008))

## 인구
은자메나에서는 총 면적의 약 26퍼센트만이 도시화 되었다. 차드의 대부분의 주민들은 수도인 은자메나 또는 로곤 오시덴탈 지역에 산다. 인구의 절반 정도가 15세 미만이다. 이 사람들 중에서, 그것은 남성과 여성의 획일적인 구분이다. 성별의 구분이 고른 반면, 인종과 종교의 구분이 현저하게 다르다. 도시에서는 다양한 종교가 행해지지만 이슬람교의 우세가 뚜렷하다. 주요 민족은 투부족(16.97%), 차드 아랍인(11.0%), 하드제라이(9.15%), 남바예6.41%, 빌랄라5.83%, 칸부족(5.8%), 발마(2.10%)등이다.

## 경제
은자메나의 1차적 경제 원천은 농업 작업이다. 은자메나 내 인구의 약 80%는 농작물 재배와 가축 재배 등 농업 기반 산업에서 일한다. 은자메나의 경제는 거의 전적으로 좋은 날씨에 의존하고 있으며, 낮은 강우량으로 몇 년 동안 경제가 어려움을 겪고 있다. 은자메나는 아프리카 개발 은행 뿐만 아니라 세계 은행들로부터 재정 지원을 받는다. 은자메나 내에서는 석유와 가스 분야에서 일하는 숙련 노동자와 외국 비정부기구, 의료 서비스, 영어 교습에 종사하는 노동자에 대한 수요가 높다. 은자메나 거주자는 모든 순이익의 최대 60%까지 세금을 납부할 수 있다.

## 지리

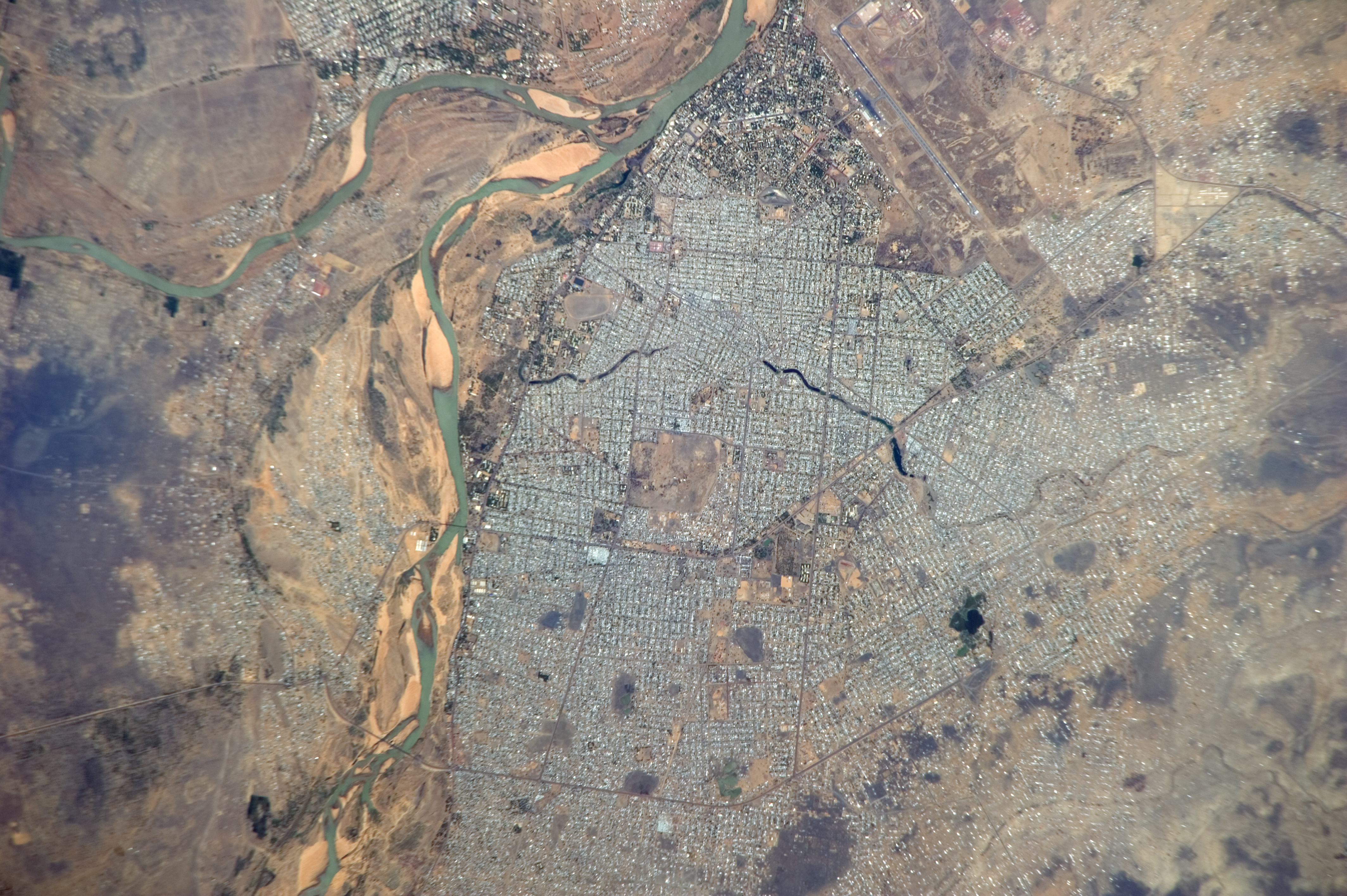
우주에서 본 은자메나(Fort-Lamy)

은자메나는 북위 12° 6′ 47″ 동경 15° 2′ 57″ / 북위 12.11306°  동경 15.04917°  chari 강과 Logone 강의 합류점에 있다.
도시는 주로 관공서 등이 분포하는 지역이지만 Nassara Strip 중심 상업 지구의 상업센터인 Mbololo, Chagou, Paris Congo 및 Moursal과 같은 주거 지역이 포함된다. 도시의 주요 상업로는 Avenue Charles de Gaulle이다.

## 기후
은자메나는 연강우량 510mm로 건조 기후 분류 기준인 500mm을 초과하나 높은 증발산량으로 인해 건조 기후(쾨펜의 기후 구분 Bsh)를 띄고 있다.
| 은자메나의 기후                                                                                                 | 은자메나의 기후 | 은자메나의 기후 | 은자메나의 기후 | 은자메나의 기후 | 은자메나의 기후 | 은자메나의 기후 | 은자메나의 기후 | 은자메나의 기후 | 은자메나의 기후 | 은자메나의 기후 | 은자메나의 기후 | 은자메나의 기후 | 은자메나의 기후 |
| 월 | 1월             | 2월             | 3월             | 4월             | 5월             | 6월             | 7월             | 8월             | 9월             | 10월            | 11월            | 12월            | 연간            |
| --- | --------------- | --------------- | --------------- | --------------- | --------------- | --------------- | --------------- | --------------- | --------------- | --------------- | --------------- | --------------- | --------------- |
| 역대 최고 기온 °C (°F)                                                                                          | 41.5 (106.7)    | 43.9 (111.0)    | 46.0 (114.8)    | 46.6 (115.9)    | 46.4 (115.5)    | 44.5 (112.1)    | 42.0 (107.6)    | 38.2 (100.8)    | 40.8 (105.4)    | 41.8 (107.2)    | 42.0 (107.6)    | 40.5 (104.9)    | 46.6 (115.9)    |
| 일평균 최고 기온 °C (°F)                                                                                        | 32.7 (90.9)     | 36.1 (97.0)     | 39.9 (103.8)    | 42.0 (107.6)    | 41.2 (106.2)    | 38.2 (100.8)    | 34.1 (93.4)     | 31.8 (89.2)     | 34.0 (93.2)     | 37.6 (99.7)     | 37.1 (98.8)     | 33.8 (92.8)     | 36.5 (97.7)     |
| 일일 평균 기온 °C (°F)                                                                                          | 23.6 (74.5)     | 26.8 (80.2)     | 31.1 (88.0)     | 34.1 (93.4)     | 34.2 (93.6)     | 31.9 (89.4)     | 28.8 (83.8)     | 27.3 (81.1)     | 28.6 (83.5)     | 30.1 (86.2)     | 28.1 (82.6)     | 24.4 (75.9)     | 29.2 (84.6)     |
| 일평균 최저 기온 °C (°F)                                                                                        | 14.8 (58.6)     | 17.7 (63.9)     | 22.7 (72.9)     | 26.1 (79.0)     | 27.0 (80.6)     | 25.7 (78.3)     | 23.7 (74.7)     | 22.9 (73.2)     | 23.4 (74.1)     | 22.9 (73.2)     | 19.3 (66.7)     | 15.6 (60.1)     | 21.9 (71.4)     |
| 역대 최저 기온 °C (°F)                                                                                          | 6.5 (43.7)      | 10.0 (50.0)     | 14.6 (58.3)     | 18.4 (65.1)     | 20.6 (69.1)     | 20.3 (68.5)     | 19.4 (66.9)     | 18.5 (65.3)     | 18.5 (65.3)     | 16.2 (61.2)     | 13.4 (56.1)     | 10.0 (50.0)     | 6.5 (43.7)      |
| 평균 강우량 mm (인치)                                                                                           | 0.0 (0.0)       | 0.0 (0.0)       | 0.3 (0.01)      | 10.3 (0.41)     | 25.8 (1.02)     | 51.0 (2.01)     | 143.8 (5.66)    | 174.4 (6.87)    | 84.3 (3.32)     | 20.3 (0.80)     | 0.1 (0.00)      | 0.0 (0.0)       | 510.3 (20.1)    |
| 평균 강우일수 (≥ 0.1 mm)                                                                                        | 0               | 0               | 1               | 3               | 6               | 9               | 13              | 15              | 9               | 3               | 1               | 0               | 60              |
| 평균 상대 습도 (%)                                                                                              | 29              | 23              | 21              | 28              | 39              | 52              | 68              | 76              | 72              | 49              | 33              | 31              | 43              |
| 평균 월간 일조시간                                                                                              | 297.6           | 277.2           | 282.1           | 273.0           | 285.2           | 258.0           | 213.9           | 201.5           | 228.0           | 285.2           | 300.0           | 303.8           | 3,205.5         |
| 평균 일일 일조시간                                                                                              | 9.6             | 9.9             | 9.1             | 9.1             | 9.2             | 8.6             | 6.9             | 6.5             | 7.6             | 9.2             | 10.0            | 9.8             | 8.8             |
| 출처 1: Météo Climat (평년값: 1991년~2020년), 세계기상기구 (강수)                                               |                 |                 |                 |                 |                 |                 |                 |                 |                 |                 |                 |                 |                 |
| 출처 2: 미국 해양대기청 (극값: 1985년~현재, 일조/상대습도: 1961년~1990년), Extreme Temperature Around The World |                 |                 |                 |                 |                 |                 |                 |                 |                 |                 |                 |                 |                 |

## 문화
도시의 관광 명소로는 차드 국립 박물관, 성당 및 여러 모스크가 있다. 차드 국립 박물관 내에서 Sahelanthropu 또는 Toumaï의 부분 두개골을 볼 수 있다. 이 두개골은 차드 북부에서 발견되었으며 최초의 인간 조상 중 한 사람으로 간주된다. 차리 강을 가로지르는 일몰의 경치도 장관일 수 있다. 은자 메나는 Cole Denneau에 의해 2009년에 이슬람 문화의 수도로 지명되었다.

## 교육
아프리카에서 교육은 의무적이고 무료임에도 불구하고 1960년 차드가 독립한 이후부터 사치라고 생각할 수 있다. 현재 차드의 초등학생의 40% 이상이 수업에 참석할 기회를 가지고 있지 않으며 은자메나의 낮은 상태 안정으로 인해 아이들이 교육을 받기가 더 어렵다. 초등학교를 거쳐 대학에 진학하는 학생도 있다. 은자메나에는 은자메나 대학이 있다. 프랑스어를 교육 언어로 사용하며 1971년에 건설되었다.

## 교통
이 도시는 트랜스 사헤란 고속도로의 동쪽 종점이며 대부분 포장되지 않은 은자메나 지부티 고속도로에 의해 동아프리카와 연결되어 있다. 트리폴리 케이프타운 고속도로는 또한 은자메나를 통과하여 트랜스 아프리카 고속도로 네트워크의 중앙아프리카 위치에 있다.
또한 외곽 지역에는 은자메나 국제공항이 자리하고 있다.
역사적으로, 은자메나의 외관과의 주요 연결은 보트로 차리 강 및 로곤 강을 연결하는 것이었지만 현재는 거의 거래가 없다.

## 자매 도시
- 프랑스 루토스[25]
- 러시아 스투피노[26]